# Marble River Provincial Park

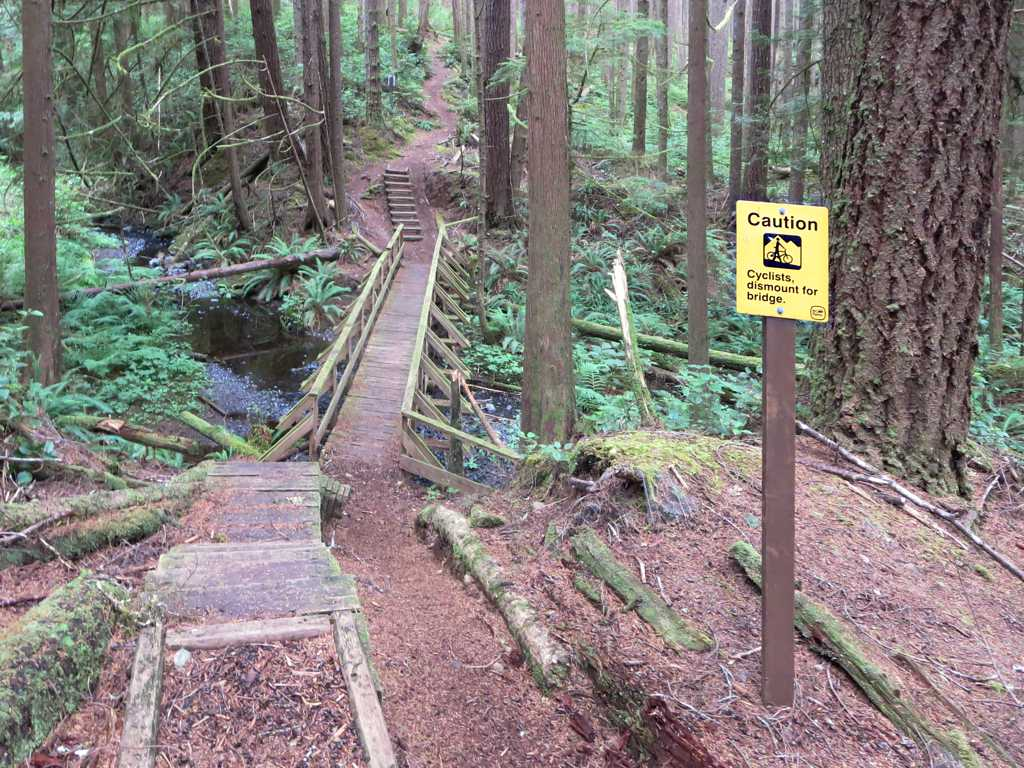
Marble River Trail

Der Marble River Provincial Park ist ein 1419 Hektar großer Provincial Park in der kanadischen Provinz British Columbia. Der Provinzpark wurde am 12. Juli 1995 eingerichtet.

## Lage
Der Marble River Provincial Park liegt im Norden von Vancouver Island, ungefähr 15 km nördlich von Port Alice und 35 km südwestlich von Port Hardy. Der Provinzpark liegt im Regional District of Mount Waddington am Zusammentreffen von Rupert Inlet, Holberg Inlet, Quatsino Sound und Neroutsos Inlet. Das Schutzgebiet umfasst die unteren 7 Flusskilometer des Marble River, dem Abfluss des Alice Lake. Es liegt im traditionellen Territorium der Quatsino First Nation. Der British Columbia Highway 30 (Port Alice Road) führt an der südöstlichen Parkgrenze vorbei. Der Park ist auch per Boot von Coal Harbour aus zugänglich.

## Attraktionen
Freizeitaktivitäten im Park sind Wandern (wilderness hiking), Radfahren, Tierbeobachtung und Angeln. Der Marble River Trail ist ein 4,2 km langer Fuß- und Radweg entlang dem Marble River flussabwärts. Entlang dem Weg befinden sich Schautafeln. Am Ausgangspunkt sowie an den Bear Falls befinden sich Laichplätze des Königslachs. An den Bear Falls befindet sich außerdem eine Fischleiter.